# 五島貴史の超ラジ!Rookie
『Voice of A&G Digital 五島貴史の超ラジ!Rookie』（ごしまたかしのちょうラジルーキー）は、2007年3月14日から12月25日まで放送されたラジオ番組。

## 放送概要
パーソナリティ
- 五島貴史

放送期間
- 2007年3月16日 - 2007年9月28日（第1期）
- 2007年10月2日 - 2007年12月25日（第2期）

放送時間
- 本放送 金曜日16:00 - 17:00（第1期）
- 本放送 火曜日16:00 - 17:00（第2期）
- 再放送 土曜日6:00 - 7:00

## 主な企画（第2期）
- 生放送中に握手回を開催したら何人のリスナーが集まるか?（第2期1回）
- 生放送中に某動画に投稿したらどれくらいコメントをもらえるかたしかめよう（第2回）
- 五島貴史のギャグを考えよう（第3回）
- 五寸釘貴族の超ラジRookie（第4回）
- 超ラジ収穫祭に向けて第2期ルーキーと仲良くなろう。（第5回）
- 都道府県ビンゴ（第6回）
- 五島貴史、いたずらしちゃうぞ!（第8回）
- チャゲ&アスカが大好きだぁ～（第10回）
- 文化放送に行くのに疲れたから自宅から生放送していいですか?（第11回）
- 五島貴史、いままでを振り返る（第12回）
- 五島貴史、文化放送追放!?サテライトプラスから公開生放送。最後の悪あがき!（第13回）

他

## ゲスト
- 吉野裕行（2007年10月16日）
- 第2期超ラジルーキーズ

## エピソード
- 火曜日に移動して第3回目の放送にて、五島のギャグをリスナー及び五島の知り合いから募集をしたところ、最後の最後で、おやじんに内緒のドッキリ生電話がきて、その人のギャグをつまらないっと発言したところ、スタジオに、吉野裕行が乱入し、てんぱりながら番組が終了した。
- その翌週放送分にて、五島は吉野のファンの女性リスナーから苦情があるだろうと思い、女性ファン獲得のために、腐な雰囲気をかもし出す、五寸釘貴族として超ラジルーキーを放送したが、結果は失敗に終わる。

|               | 月曜日     | 火曜日     | 水曜日     | 木曜日     | 金曜日     | 放送時期                | 放送時間      |
| ------------- | ---------- | ---------- | ---------- | ---------- | ---------- | ----------------------- | ------------- |
| 超ラジ!Rookie | 井澤詩織   | 坂祥美     | 中村みな   | 吉田沙織   | 五島貴史   | 2007年3月 - 9月         | 16:00 - 17:00 |
| 超ラジ!Rookie | 吉成由貴   | 五島貴史   | 山岸愛梨   | 上村彩子   | 吉岡さくら | 2007年10月 - 12月       | 16:00 - 17:00 |
| 超ラジ!Rookie | 吉成由貴   | NEXT       | 山岸愛梨   | 上村彩子   | 吉岡さくら | 2008年1月 - 4月         | 16:00 - 17:00 |
| 超ラジ!Girls  | 豊崎愛生   | 伊藤かな恵 | 三瓶由布子 | 明坂聡美   | 井口裕香   | 2008年4月 - 9月         | 17:00 - 18:00 |
| 超ラジ!Girls  | 下田麻美   | 伊藤かな恵 | 三瓶由布子 | 明坂聡美   | 井口裕香   | 2008年10月 - 2009年4月  | 17:00 - 18:00 |
| 超ラジ!Girls  | 下田麻美   | 伊藤かな恵 | 三瓶由布子 | 明坂聡美   | 井口裕香   | 2009年4月 - 2010年10月  | 18:00 - 19:00 |
| 超ラジ!       | 喜多村英梨 | 柿原徹也   | 飯塚雅弓   | 鈴木久美子 | 鷲崎健     | 2007年3月 - 9月         | 17:30 - 19:00 |
| 超ラジ!       | 喜多村英梨 | 吉野裕行   | 飯塚雅弓   | 鈴木久美子 | 鷲崎健     | 2007年10月 - 2008年4月  | 17:30 - 19:00 |
| 超ラジ!       | 喜多村英梨 | 吉野裕行   | 飯塚雅弓   | 岩田光央   | 鷲崎健     | 2008年4月 - 2009年4月   | 18:30 - 20:00 |
| 超ラジ!       | 喜多村英梨 | 吉野裕行   | 後藤邑子   | 岩田光央   | 鷲崎健     | 2009年4月 - 9月         | 19:30 - 21:00 |
| 超ラジ!       | 喜多村英梨 | 吉野裕行   | 広橋涼     | 岩田光央   | 鷲崎健     | 2009年10月 - 2010年10月 | 19:30 - 21:00 |